# Sill Esteves
Sillvana Esteves, mais conhecida pelo nome artístico Sill Esteves (São Paulo, 24 de abril de 1981), é uma atriz e humorista brasileira, protagonista do vídeo viral "O Jeitinho Carioca" e dona da companhia Pimenta Produções, através da qual realizou mais de 40 peças. Sill atuou em diversos vídeos do canal de esquetes de comédia Parafernalha. Na televisão, participou das estreias dos programas Conectados, no Multishow e do quadro Aqui Vale Tudo!, no Domingão do Faustão. Integrou o elenco da Igreja do Poderoso, do Pânico na Band. Em A Praça É Nossa, esteve atuando como Margarida. Em 2017, voltou ao Pânico na Band como Ivete Rabo de Galo.

## Filmografia

### Televisão
| Ano  | Programa        | Emissora          | Nota             |
| ---- | --------------- | ----------------- | ---------------- |
| 2015 | Pânico na Band  | Rede Bandeirantes | Humorista        |
| 2016 | A Praça É Nossa | SBT               | Dona Margarida   |
| 2017 | Saideira        | Canal Brasil      | Selminha         |
| 2017 | Pânico na Band  | Rede Bandeirantes | Humorista        |
| 2017 | Carinha de Anjo | SBT               | Micheli Medeiros |

### Internet
| Ano           | Título       | Cargo         | Plataforma |
| ------------- | ------------ | ------------- | ---------- |
| 2007-presente | Sill Esteves | Apresentadora | YouTube    |